# Alpuhara

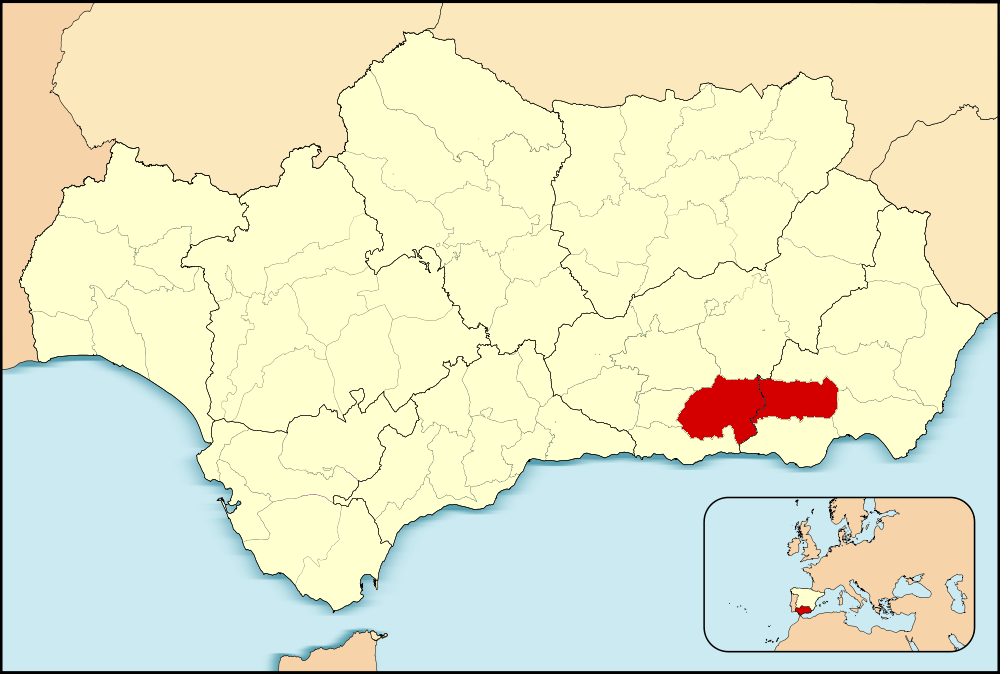
Alpuhara na mapie Andaluzji

Alpuhara (hiszp. Las Alpujarras) – górzysta kraina w południowej Hiszpanii, stanowiąca część Andaluzji, położona pomiędzy górami Sierra Nevada, Sierra de Contraviesa i Sierra Lújar.
Z powodu faktu, iż otaczające Alpuharę pasma górskie izolowały ją od reszty Półwyspu Iberyjskiego, utrudniając komunikację i dostęp do tych terenów, w czasie walk między Hiszpanami a kalifatem kordobańskim kraina ta stanowiła ostatni bastion oporu muzułmanów. Także po zakończeniu rekonkwisty jeszcze długo na jej obszarze żyła ludność muzułmańska (tzw. Moryskowie), która w obliczu prześladowań wznieciła kilka powstań, tłumionych przez władze hiszpańskie.

## Alpuhara w literaturze
W poemacie Konrad Wallenrod Adama Mickiewicza tytułowy bohater śpiewa balladę „Alpuhara”, opowiadającą o wodzu Maurów – Almanzorze, który pozyskał ufność hiszpańskich rycerzy, a potem zemścił się zarażając ich dżumą.

Broni się jeszcze z wież Alpuhary

Almanzor z garstką rycerzy,

Hiszpan pod miastem zatknął sztandary,

Jutro do szturmu uderzy.